# (35184) 1993 UW3
1993 UW3 (asteroide 35184) é um asteroide da cintura principal. Possui uma excentricidade de 0.15696730 e uma inclinação de 6.85796º.
Este asteroide foi descoberto no dia 20 de outubro de 1993 por Eric Walter Elst em La Silla.